# Paraphthonia ctetatus
Paraphthonia ctetatus is een vlindersoort uit de familie van de prachtvlinders (Riodinidae), onderfamilie Riodininae.
Paraphthonia ctetatus werd in 1917 beschreven door Seitz.